# Зараз ми в повітрі
«Зараз ми в повітрі» (англ. Now We're in the Air) — американська кінокомедія режисера Френка Р. Стрейєра 1927 року.

## Сюжет
Воллі і Рей є двоюрідними братами, які зосереджені на отриманні спадку від їх шотландського дідуся.

## У ролях
- Воллес Бірі — Воллі
- Реймонд Гаттон — Рей
- Расселл Сімпсон — лорд Аберкромбі Мак-Тавіш
- Луїза Брукс — Грісель / Грісет
- Еміль Шотар — монсеньйор Челайн
- Малкольм Вейт — професор Сінгер
- Дьюк Мартін — старшина роти